# Seconda battaglia di Bassano
La seconda battaglia di Bassano fu combattuta il 6 novembre tra le forze dell'Armata d'Italia di Napoleone Bonaparte e l'esercito austriaco, sotto la guida di Joseph Alvinczy.
Nel tentativo di intercettare e bloccare l'esercito austriaco prima che questo attraversasse il Brenta, Napoleone prese le divisioni di Massena e Augereau e le portò a Bassano, dove le due forze si scontrarono. Non avendo effettuato grandi progressi nel corso della giornata, il generale decise di ripiegare. Può essere considerata la prima sconfitta tattica della carriera di Napoleone.

## Contesto storico
Il secondo tentativo austriaco di liberare Mantova era fallito il 14 e 15 settembre 1796: a San Giorgio le truppe del feldmaresciallo Dagobert von Wurmser vennero sconfitte dalle truppe repubblicane e costrette a ritirarsi nella città stessa, posta sotto il costante assedio già da mesi. Adesso, la guarnigione austriaca, composta da quasi 30 000 uomini ma incapace di liberarsi autonomamente, era costretta ad attendere l'arrivo di un altro esercito austriaco, altrimenti sarebbe capitolata nel giro di pochi mesi.
Con le forze austriache sotto stretto controllo, i francesi avevano il dominio incontrastato sul nord Italia. La corte asburgica era però intenzionata a capovolgere la situazione.

## Antefatti

Inizio della campagna di Alvinczy

L'imperatore d'Austria Francesco II nominò Alvinczy come comandante dell'esercito che avrebbe dovuto liberare Mantova. Alvinczy, Davidovich, Sporck e von Weyrother pianificarono la nuova operazione, che richiedeva un'offensiva su due fronti. Alvinczy e Quosdanovich, sarebbero arrivati dal Friuli con circa 30 000 uomini, attraversando il Piave, mentre Davidovich avrebbe invece guidato una colonna di 19 000 uomini dal Tirolo, scendendo dall'alta valle dell'Adige.
Bonaparte, venuto a sapere dei primi movimenti austriaci, decise di affrontare la situazione nel seguente modo: il generale Kilmaine con 8 800 soldati, la riserva di fanteria di Macquard di 2 800 uomini e una riserva di cavalleria di 1 600 uomini avrebbe mantenuto l'assedio a Mantova; Vaubois con 10 500 truppe avrebbe risalito la valle dell'Adige ed avrebbe bloccato l'esercito di Davidovich nelle valli trentine mentre con le loro divisioni, rispettivamente di 8 300 e 9 500 uomini, Augereau e Massena si sarebbero uniti a Napoleone per tentare di bloccare gli austriaci prima del passaggio sul Brenta.
II 1 novembre gli austriaci superavano il Piave mentre, tre giorni dopo, Massena lasciava Bassano. L'avanguardia del generale Hohenzollern occupò presto la città. Provera con due brigate raggiunse il Brenta più a sud, vicino a Fontaniva, per formare il fianco sinistro di Alvinczy. Bonaparte decise di attaccare gli austriaci e chiese ad Augereau e Macquard di unirsi a Masséna per resistere ad Alvinczy sul Brenta.

## La battaglia

### Fontaniva
Bonaparte, accompagnato dalla divisione di Augereau, avanzava verso nord-est da Vicenza in direzione di Bassano. Masséna prese una strada più a sud e si scontrò con l'ala sinistra austriaca a Fontaniva alla fine del 5 novembre. Il generale Anton Lipthay riportò le sue truppe sul lato est del fiume.
Alle 7 del giorno seguente, Masséna attaccò la brigata di Lipthay a Fontaniva. Dalla mattina fino alle 18, i francesi sferrarono ben dieci assalti ai quattro battaglioni del generale asburgico, con pesanti perdite da entrambe le parti. Il 2º e il 3º battaglione del reggimento di fanteria Splényi n. 51 difesero valorosamente l'attraversamento del fiume, perdendo 9 ufficiali e 657 uomini su 2 000 soldati durante i combattimenti, prima di essere sostituiti in linea dal reggimento di fanteria Deutschmeister n. 4. Nonostante il suo cavallo lo avesse ferito, cadendogli addosso, Lipthay rimase stoicamente sul campo di battaglia. Nel pomeriggio, Provera lo rinforzò con le truppe delle brigate dei generali maggiori Chobinin e Brabeck mentre gli austriaci resistevano con successo agli attacchi francesi.

### Bassano
Nella prima mattinata Hohenzollern attraversò il Brenta, seguito dall'ala destra di Quasdanovich. Questa ala comprendeva la brigata del generale Mittrowsky, e recentemente unitasi all'esercito discendendo la valle del Brenta. Gli austriaci ancorarono il loro fianco destro alle Prealpi mentre il loro fianco sinistro curvava all'indietro, sino a toccare il Brenta. La divisione di Augereau cominciò ad arrivare nella zona a metà mattinata e attaccò Bassano nel primo pomeriggio, prima che tutti gli austriaci attraversassero il fiume. Dopo aspri combattimenti, nei quali il villaggio di Nove passò di mano più volte, la battaglia terminò alle 22. Diversamente da quanto riportato in un rapporto, in cui affermava una vittoria, Bonaparte ordinò una ritirata quella sera stessa.

## Conseguenze
Le vittime francesi ammontarono a 3 000, inclusi 508 combattenti e un obice. Le perdite austriache furono 2 823, con due cannoni catturati. L'ala sinistra di Provera perse 208 morti, a cui si aggiungevano 873 feriti e 109 catturati mentre quella destra di Quosdanovich subì 326 morti, 858 feriti e 449 catturati. Sebbene Alvinczy avesse ordinato l'inseguimento, i francesi con una rapida marcia si allontanarono, rifugiandosi a Verona. Parallelamente a quanto accadeva a Bassano, il 7 novembre Davidovich sconfisse Vaubois a Calliano. La situazione stava rapidamente peggiorando: in inferiorità numerica, con i due eserciti austriaci in avanzata e quello fermo a Mantova, il rischio di finire accerchiati era concreto.
Alvinczy continuò ad andare avanti, inviando l'avanguardia di Hohenzollern alla periferia di Verona entro l'11 novembre. Il giorno successivo Bonaparte attaccò senza successo gli austriaci a Caldiero, senza ottenere grandi successi. Solo la successiva battaglia di Arcole metterà Alvinczy alle corde, costringendolo alla ritirata.